# Кожухов, Мейрам Муратович
Мейрам Муратович Кожухов (7 ноября 1972, г. Сарань, Карагандинская область) — казахстанский политический деятель.

## Биография
Мейрам Муратович Кожухов родился 7 ноября 1972 года в городе Сарань Карагандинской области. По национальности казах.

### Образование
В 1991 году окончил Карагандинский химико-технологический техникум. Специальность «Оборудование заводов переработки пластмасс и резины».
В 2004 году окончил Университет им. Д.А. Кунаева. Специальность «Юриспруденция»
В 2008 году окончил Карагандинский государственный технический университет. Специальность «Промышленное, гражданское строительство и городское хозяйство»

### Трудовая деятельность
С сентября 1992 по январь 1994 года - Исполнительный директор ТОО «МК-ЛЮКС».
С января 1999 по март 2001 года занимался предпринимательской деятельностью.
С марта 2001 по февраль 2005 года - Главный специалист Отдела культуры, молодежной политики, спорта и туризма города Сарани.
С февраля по июнь 2005 года - Временно исполняющий обязанности заведующего ГУ «Отдел земельных отношений города Сарани».
С июня 2005 по июль 2010 года - Аким поселка Актас.
С июля 2010 по июль 2018 года - Заместитель акима города Сарани по вопросам жилищно-коммунального хозяйства, транспорта и связи.
С июля 2018 по март 2022 года - Аким Октябрьского района города Караганды.
С марта 2022 по январь 2023 года - Заместитель акима г.Караганды.
18 января 2023 года назначен акимом аким города Караганды.